# Ota (Corse-du-Sud)
Pour les articles homonymes, voir Ota.
Ota est une commune française située dans la circonscription départementale de la Corse-du-Sud et le territoire de la collectivité de Corse. Elle appartient à l'ancienne piève de Sevinfuori, dans les Deux-Sevi.

## Géographie

### Situation
Ota est une commune du littoral du Vicolais, dans le parc naturel régional de Corse. Elle est l'une des neuf communes du canton des Deux-Sevi, située autrefois dans l'ancienne piève de Sia devenue plus tard Siasalogna puis Sevinfuori), dans l'ancien diocèse de Sagone et l'ancienne juridiction de Vico.

### Géologie et relief

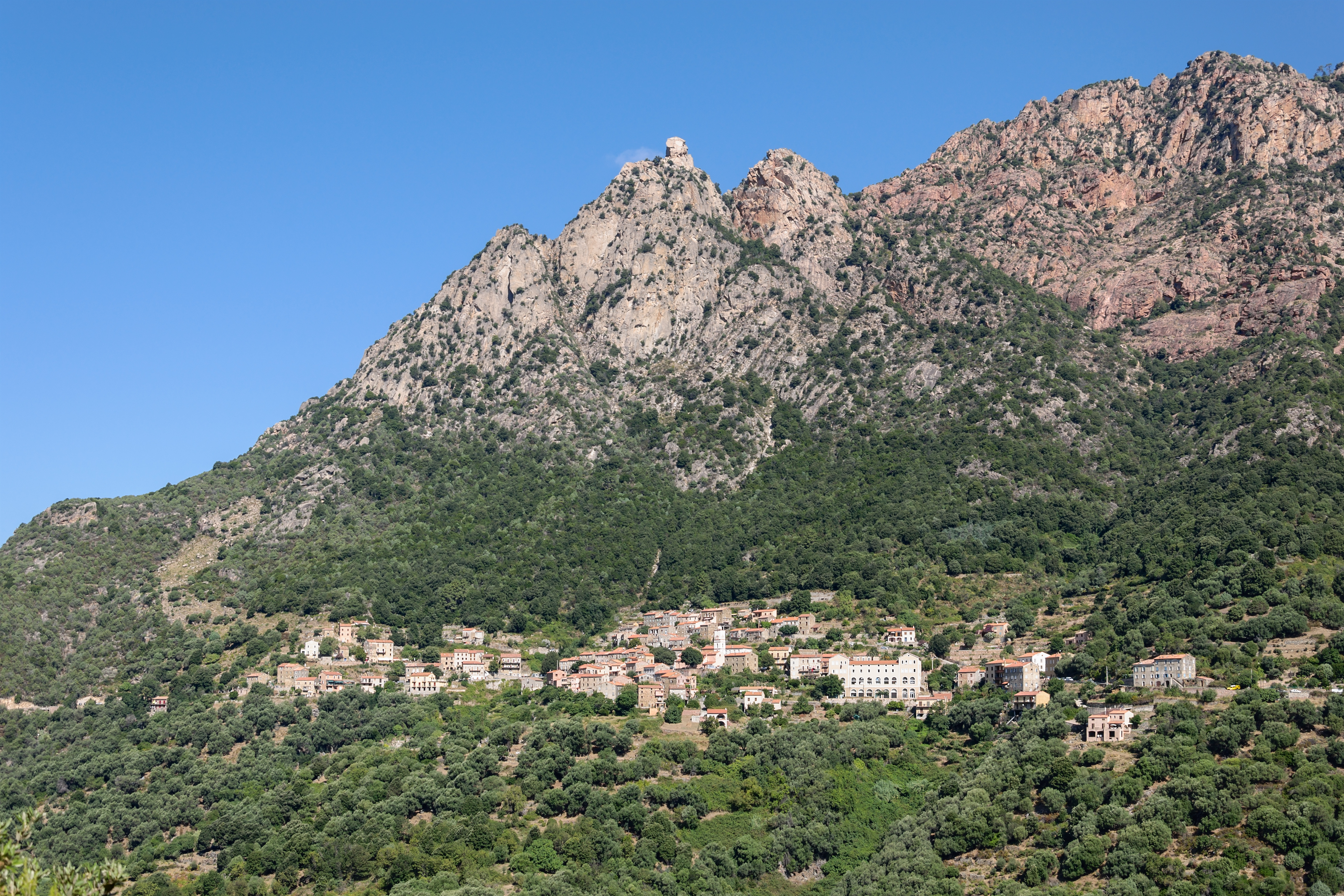
Le village d'Ota, dominé par le Capu d'Ota.

Ota se trouve dans le « Delà des Monts », ou Corse occidentale ancienne, constituée pour l'essentiel de roches granitiques, comme ordinairement distinguée par les géologues au sud-ouest de l'île, par opposition au « Deçà des Monts » ou « Corse schisteuse » au nord-est. Ici, le socle constitué de granites alcalins a été profondément entaillé par la rivière de Porto, qui en amont, a creusé des gorges vertigineuses (gorges de la Spelunca). Les roches granitiques du substrat donnent la série des sols bruns acides, bruns méditerranéens et lithosols. Les sols sont dans l’ensemble peu ou moyennement profonds.
Façade maritime

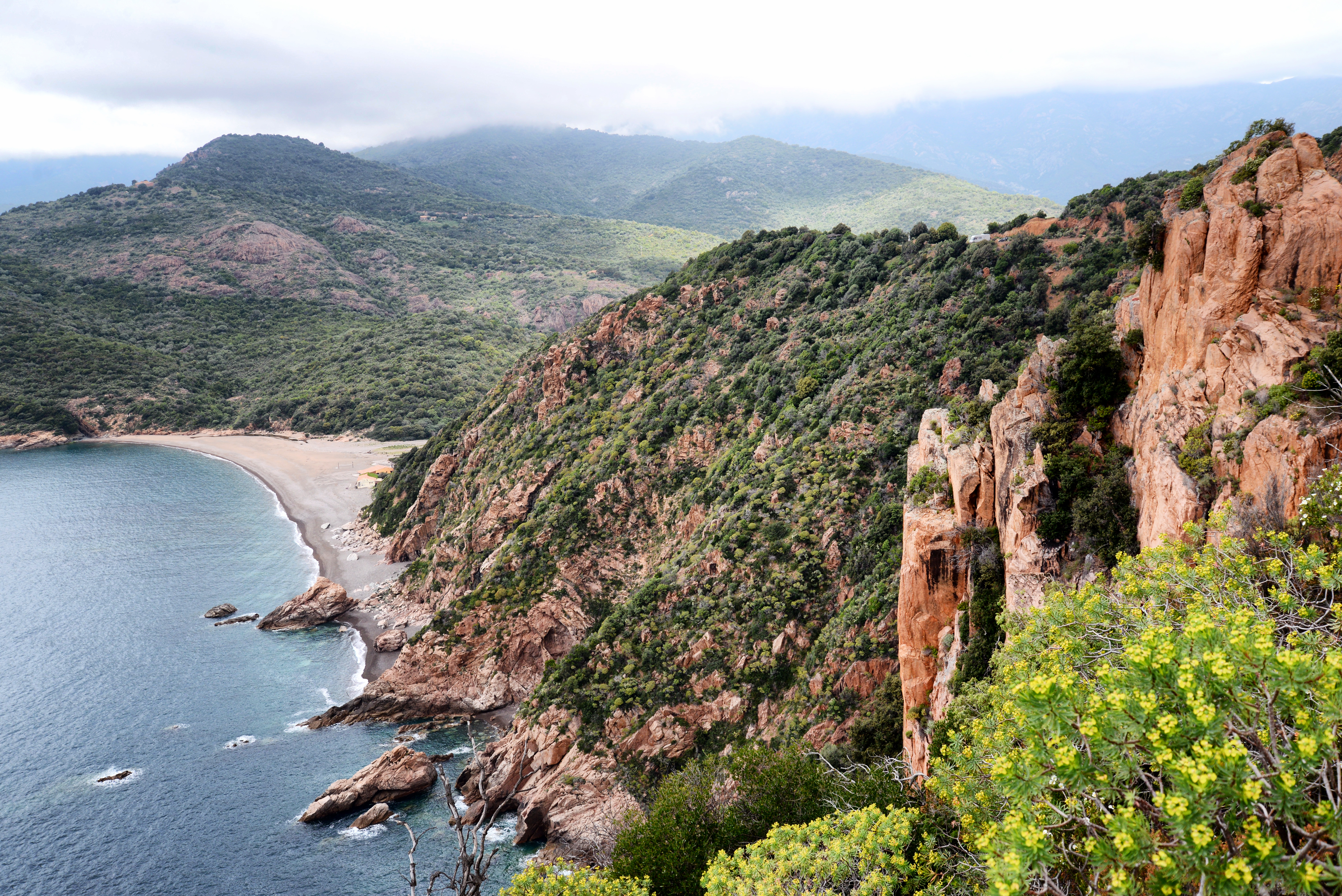
Littoral du nord de Porto jusqu'à Bussaglia.

- une côte déchiquetée, formées de rochers de granite rose, que surplombe la route D 81 et comportant la petite punte d'Aghia Campana ;
- la marine de Porto ;
- le rocher de Porto, porteur d'une tour génoise avec, à son pied, l'embouchure du Porto ;
- la plage de Porto.

Limites territoriales
Ota s'étale vers la mer dans un axe est-ouest, soit des deux côtés de la rivière de Porto, depuis une ligne de crête orientale démarrant au nord avec Capu Acitoriu (1 149 m), interrompue par le cours du ruisseau de Lonca, puis passant par Capu di e Querce (1 146 m), Bocca di Fornacciole (817 m), et Capu Rossu (641 m), au sud. 
Sur une partie de son cours, le ruisseau de Lonca sépare Ota d'Évisa.
Au nord, son territoire est marqué par une ligne de crête comportant les sommets Capu San Petru (914 m), Capu a Vetta (1 282 m), et Capu Acitoriu. Au sud, une autre ligne de crête passant par Capu a u Monte (1 108 m), Capu a e Macinule (1 226 m), Capu di u Vitullu (1 331 m) et Capu d'Orto (1 293 m) la sépare de Marignana et de Piana.
Composition
Depuis les gorges de Spelunca jusqu'à son embouchure dans le golfe, la rivière de Porto sépare la commune en deux : 
- La partie septentrionale ou rive droite de la vallée du Porto, est dominée par un sommet central, Capu di Larata (1 191 m), et Capu d’Ota qui domine le village d'Ota. Elle comprend deux principaux vallons : celui du ruisseau de Lonca et du ruisseau d'Enova, tous deux affluents du Porto ;
- La partie méridionale ou rive gauche du Porto comporte un remarquable petit massif nommé Capu d'Orto e Tre Signore dominant les vallons des ruisseaux U Riu, de l'Onda, de Campoghiu et de Lamatoghiu.

### Hydrographie

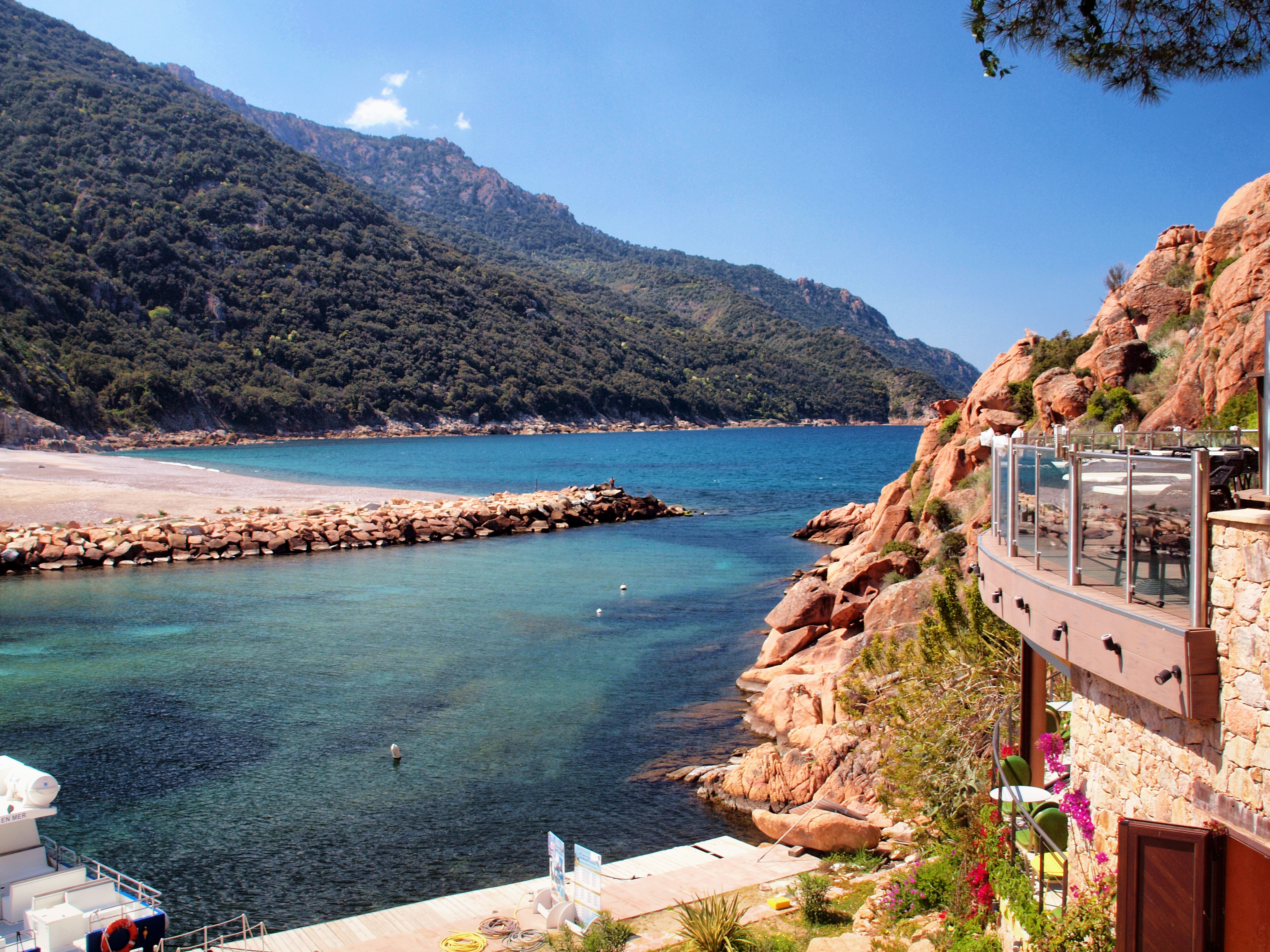
Embouchure du Porto

Ota occupe la vallée de la rivière de Porto, depuis les gorges de Spelunca jusqu'à son embouchure dans le golfe de Porto. principal cours d'eau communal. Le Porto prend sa source à 1 600 m d'altitude sur la commune de Cristinacce, sous le nom de ruisseau de San-Petru, et pénètre sur la commune d'Ota à la sortie des gorges de Spelunca sous le nom de ruisseau de Tavulella.  
Au cours de la traversée communale, il est alimenté par plusieurs ruisseaux dont le ruisseau de Lonca son principal affluent, qui a sa source sur les flancs méridionaux du Capu a e Ghiarghiole (2 105 m), sommet « à cheval » sur Évisa, Manso et Albertacce.
Les autres cours d'eau sont les ruisseaux d'Enova, U Riu, de l'Onda, de Campoghiu et de Lamatoghiu. Ils sont à forte déclivité. Leur régime est de type pluvial, lié aux précipitations, c'est-à-dire très irréguliers, faibles en période estivale, volumineux de l'automne au printemps.

### Climat et végétation

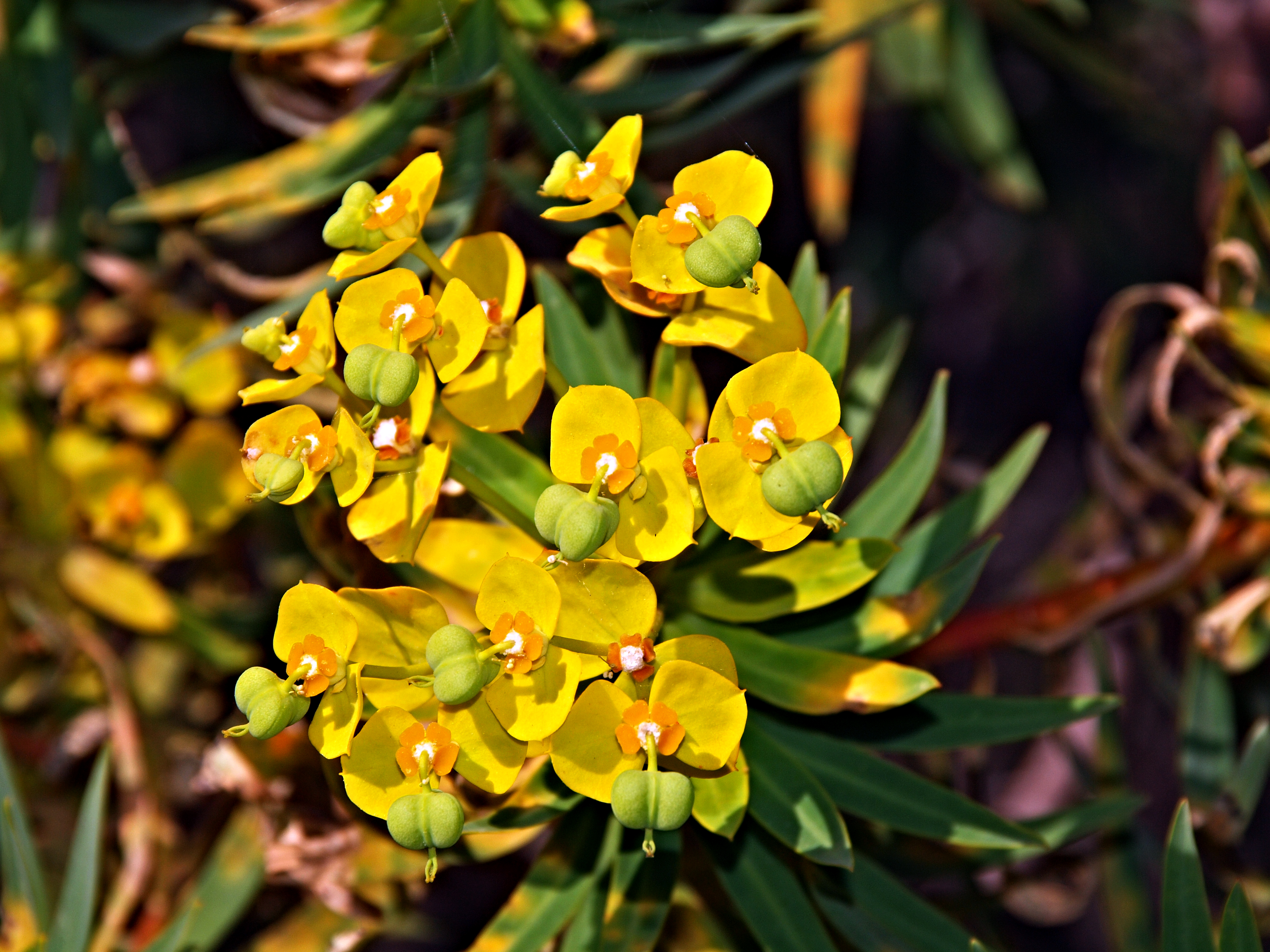
Euphorbe arborescente

La région littorale et les basses vallées de l'intérieur bénéficient du climat méditerranéen maritime, caractérisé par une extrême douceur des températures, une sécheresse estivale importante et des précipitations modérées (600 à 800 mm/an).
Plus l'altitude augmente, plus le climat méditerranéen cède sa place à un climat montagnard aux influences alpines avec des écarts de températures plus importants et surtout d'abondantes précipitations (800 à 2 000 mm/an) sous forme de pluie et de neige.
À partir de 600 m, le climat de la région est de type méditerranéen d’altitude, plus marqué par le relief que par les influences de la mer. Il est dominé par une double influence, montagnarde et marine, due à la fois à son relief montagneux très important et à la situation géographique de l'île (située au cœur du golfe de Gênes). La pluviosité varie de 1 000 à 1 700 mm pour un nombre moyen annuel de jours pluvieux de 70 à 115. L’enneigement peut être quelquefois important en montagne.
Le maquis méditerranéen tient une grande place avec oléastres, arbousier, lentisque et myrte dans les parties basses et des cistaies. Du chêne vert s’y mêle généralement, formant çà et là des taches denses de taillis ou de futaie, avec parfois des oliveraies abandonnées.
S'y trouve aussi du chêne-liège, sous forme d’arbres épars. Le pin maritime constitue quelques peuplements proches de la mer, près de Porto. Sur le littoral rocailleux du nord de Porto, on rencontre l'euphorbe arborescente et l'asperge sauvage (Asparagus acutifolius). 
À l'étage supérieur, près du village, quelques châtaigneraies sont présentes.
Du fait d'une pluviométrie importante, la région possède une vaste couverture boisée, aussi bien sur le littoral qu'à l'intérieur et en montagne. On trouve ainsi une chênaie verte sur le versant nord du massif du Capo d'Ortu jusqu'à la mer, et la forêt de Lonca-Lindinosa en partie sur Ota.

### Voies de communication et transports
Au début du XVIe siècle, dans sa Description de la Corse, Mgr Giustiniani écrivait : « [...] on redescend vers la rivière de Bosagia et l'on arrive enfin à une plage nommée Port de Sia, où se jette cette même rivière. A la descente, comme à la montée, ce chemin, pour le dire en un seul mot, est détestable ; il est bien connu pour être sauvage et impraticable. Aussi ceux qui l'ont appelé escalier de Sia, lui ont-ils donné un nom qui lui convient parfaitement. La plus grande partie du chemin ressemble en effet à un escalier. »

#### Accès routiers
Le village d'Ota est situé entre Porto distant de 5 km, et Évisa distant de 23 km, sur la route départementale D124, route qui rejoint la D84. Porto est distant de 2 km de sa marine[pas clair].

#### Transports
Le village d'Ota est distant, par route, de :
- 76 km de la gare la plus proche, qui est la gare de Francardo en Haute-Corse, et de 80 km de la gare d'Ajaccio ;
- 84 km de l'aéroport d'Ajaccio ;
- 74 km de l'aéroport de Calvi, l'aéroport le plus proche ;
- 81 km du port de commerce d'Ajaccio.

## Urbanisme

### Typologie
Au 1er janvier 2024, Ota est catégorisée commune rurale à habitat dispersé, selon la nouvelle grille communale de densité à sept niveaux définie par l'Insee en 2022.
Elle est située hors unité urbaine et hors attraction des villes,.
La commune, bordée par la mer Méditerranée, est également une commune littorale au sens de la loi du 3 janvier 1986, dite loi littoral. Des dispositions spécifiques d’urbanisme s’y appliquent dès lors afin de préserver les espaces naturels, les sites, les paysages et l’équilibre écologique du littoral, tel le principe d'inconstructibilité, en dehors des espaces urbanisés, sur la bande littorale des 100 mètres, ou plus si le plan local d’urbanisme le prévoit.

### Occupation des sols
L'occupation des sols de la commune, telle qu'elle ressort de la base de données européenne d’occupation biophysique des sols Corine Land Cover (CLC), est marquée par l'importance des forêts et milieux semi-naturels (96,9 % en 2018), une proportion identique à celle de 1990 (96,9 %). La répartition détaillée en 2018 est la suivante : 
forêts (36,5 %), milieux à végétation arbustive et/ou herbacée (34,8 %), espaces ouverts, sans ou avec peu de végétation (25,6 %), espaces verts artificialisés, non agricoles (1,4 %), zones urbanisées (1 %), zones agricoles hétérogènes (0,7 %), eaux maritimes (0,1 %). L'évolution de l’occupation des sols de la commune et de ses infrastructures peut être observée sur les différentes représentations cartographiques du territoire : la carte de Cassini (XVIIIe siècle), la carte d'état-major (1820-1866) et les cartes ou photos aériennes de l'IGN pour la période actuelle (1950 à aujourd'hui).

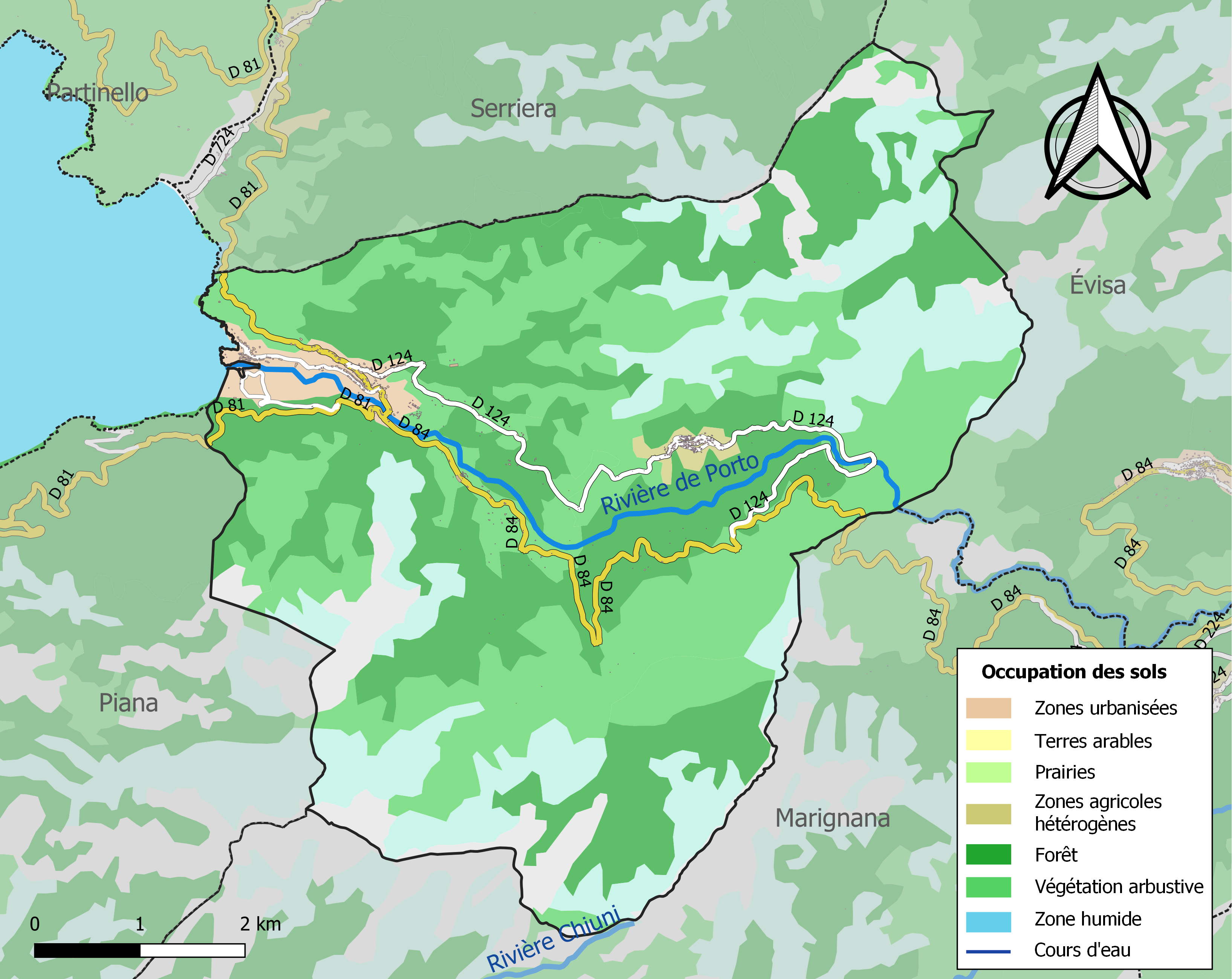
Carte des infrastructures et de l'occupation des sols de la commune en 2018 (CLC).

### Ota village
Le village d'Ota est entouré de deux chaînes montagneuses. Bâti à flanc de montagne, il est dominé par le mont Capu d'Ota (1 220 m). Situé à une altitude moyenne de  (337 mètres), il s'étire au milieu des terrasses plantées d’oliviers. C’est un ancien verger de cultures telles que le cédrat, la vigne ou le blé et où les maisons sont semblables à de petites forteresses perchées sur des rochers.
La petite ville d'Ota possède également une mairie et une école, se situant au sous-sol de la mairie. De nombreux restaurants de spécialités corses s'y trouvent également. À l'est du village, le pont génois de Pianella enjambe la rivière de Porto.
Le village ouvre accès aux gorges de la Spelunca qui abritent un autre pont de l’époque génoise, le pont de Zaglia, « à cheval » sur Marignana et Évisa, sur le sentier « Tra Mare e Monti », l’ancienne route muletière reliant Ota à Evisa.

### Porto

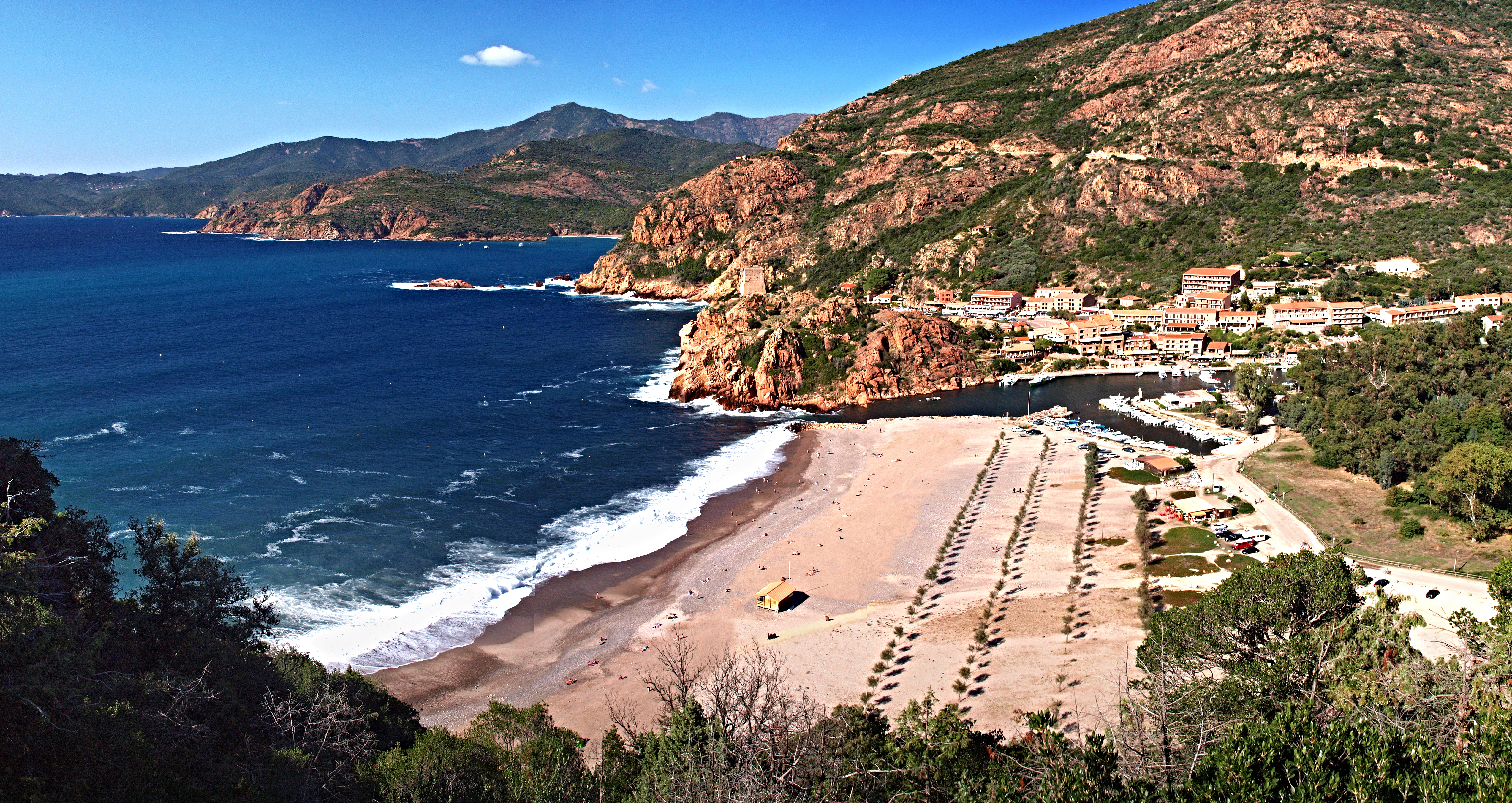
La marine de Porto

Le hameau de Porto est situé en bas de la vallée du Porto, à près d'un kilomètre de son embouchure et à 5 km du village.
La marine de Porto, située à deux kilomètres du hameau, se situe au nord de l'embouchure du fleuve. Une passerelle permet de franchir celui-ci pour accéder à la plage de Sia jadis appelée vulgairement le Porto di Sia. 
Le golfe de Porto a été classé patrimoine mondial de l'humanité par l'Unesco. Selon la nouvelle dénomination approuvée en 2006 par l'Unesco, le golfe de Porto englobe les calanques de Piana, le golfe de Girolata et la réserve de Scandola.

## Toponymie
En corse, la commune se nomme Otta (prononcé [ˈo.ta]).

## Histoire
La commune d'Ota était située dans l'ancienne piève de Sia devenue plus tard Siasalogna puis Sevinfuori, dans l'ancien diocèse de Sagone, dans l'ancienne juridiction de Vico.

### Moyen Âge
Durant des siècles, le Sia a fait partie d'un fief dominé par les Seigneurs de Leca, dont le domaine s’étendait du sud de Calvi jusqu'au nord de Propriano. Les Seigneurs de Leca se révoltèrent contre la domination génoise, durant une période dite « guerres des Cinarchesi », mais ils furent vaincus et massacrés.
De tout ce territoire, les gouverneurs génois n'avaient laissé aux seigneurs de Leca que la piève de Vico et le Niolo ; Arrigo les en dépouilla et traita de même tous les seigneurs de cette partie de l'île.
Ota est le haut lieu de l’histoire de la « piève du Sia ». Pendant les guerres des Cinarchesi, cette piève, comme entre autres celles du Sevengrentu et du Salognu, était alliée à des chefs rebelles comme Ghjuvan’Paulu di Leca (fin du XVe, début du XVIe siècle), qui étaient en résistance contre Gênes. Le Sia était souvent dévasté par les Génois et les incursions turques, et les Siesi se regroupaient dans le seul village d’Ota.
La piève de Sia relevait de l'évêché de Sagone, au revenu de cinq cents ducats environ et qui comprenait douze pièves : Pino en Balagne, Olmia ou Calenzana, Chiomi, Armito, Sia, Salogna, Paomia, Vico, Cinarca, Sorno in sù, Cruzini et Sevendentro. Dans le Delà des Monts, l'évêché possédait huit pièves, dont Sia. 

« On ne rencontre aucun groupe d'habitations dans tout le pays qui s'étend de Sia à Otta, villages que les guerres anciennes et les incursions des corsaires ont fait complètement abandonner. Le pays produisait des céréales d'excellente qualité, du bétail et beaucoup de miel. »

— Mgr Agostino Giustiniani in Description de la Corse, traduction de Lucien Auguste Letteron in Histoire de la Corse Tome I, p. 56-57
Au début du XVe siècle, Rinuccio de Leca mis en prison par Vincentello d'Istria, s'évada quelques jours après ; irrité de l'affront qu'il avait reçu, il alla avec un certain nombre de partisans se fortifier à Monte Sanninco ; le Comte l'y poursuivit et l'en chassa.

#### Castello di Rocche di Sia
Dès 1412, Rinuccio de Leca ambitionne de reconquérir le pouvoir dont le parti génois avait privé sa famille, vingt ans plus tôt. Affirmant son indépendance, il se fortifie dans le Sia. Chassé du Monte Sanninco, il fait ériger, de 1413 à 1414, sur un éperon rocheux aux à-pic vertigineux, sur le dernier contrefort de la crête d'Andatone, le castellu di Rocche di Sia. Cette forteresse commandait la basse vallée du Porto.

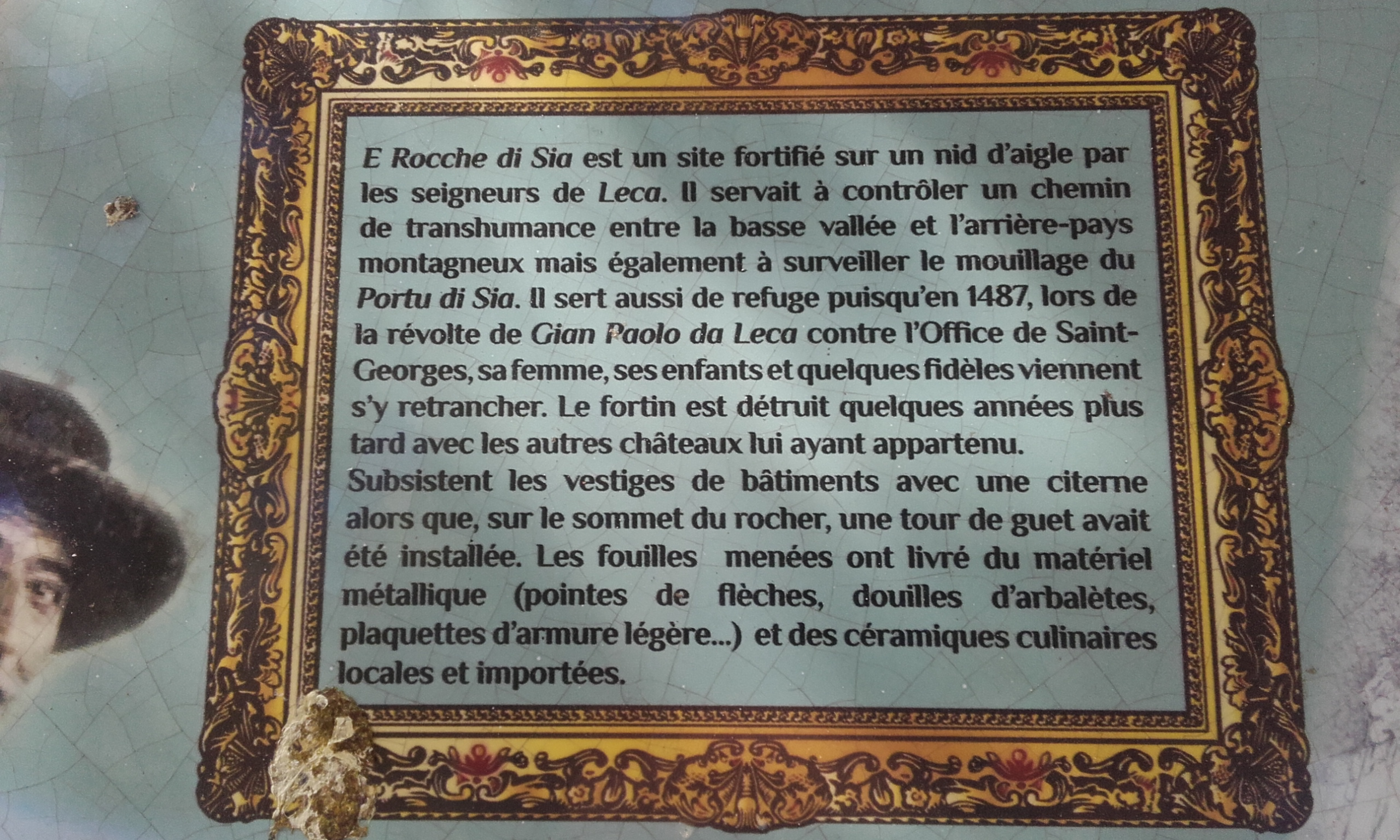
Rocche di Sia.

Rinuccio se retira au castello des Rocche di Sia, et s'y retrancha plus fortement qu'il ne l'avait fait à Monte Sanninco. Révolté contre le comte Vincentello d'Istria, il fut vaincu en 1414 et contraint de livrer sa forteresse. Peu après, il finit par passer un accord avec lui, et put ainsi rester aux Rocche di Sia sans être inquiété. Mais le comte passa aux Rocche di Sia, dont il s'empara. Rinuccio, incapable de se défendre, se soumit et obtint son pardon. Emprisonné, il fut tiré de prison par le comte qui le rétablit dans son premier état.
Vincentello fit reconstruire le château de Leca et fortifier les Rocche di Sia par Rinuccio, seigneur de Leca, qui restait néanmoins soumis à son autorité.
- Vers 1416, un nouveau gouverneur, Abramo de Campofregoso, fut envoyé en Corse au nom de la République. Passant dans le Delà des Monts, il s'empara de Cinarca, des Rocche di Sia, de Baricini, et se rendit maître de tout le territoire cinarchese sans rencontrer de résistance.
- 1417 - Rinuccio de Leca, après avoir occupé les Rocche di Sia, soustrait les pièves de Sia, de Salogna et de Savendentro à l'obéissance de Branca d'Oria, lieutenant d'Abramo.
- 1426 - Sa montée en puissance inquiète Vincentello qui le fait emprisonner et établit une garnison aux Rocche di Sia. Rinuccio parvient à s'enfuir.
- 1430 - Il s'allie au parti génois mais ne peut vaincre le comte de Corse. Il traite avec lui et récupère sa forteresse.
- 1433 - il participe aux soulèvements des notables du nord de l'île contre l'absolutisme de Vincentello d'Istria. À la faveur de ces troubles, Rinuccio prend possession du château de Leca, récemment restauré par le comte de Corse. « Dès lors, le castellu di Rocche di Sia devient un château secondaire, un point d'appui, au cours d’expéditions militaires. »[14].
- 1454 - Mannone de Leca, oncle de Raffaello de Leca, qui occupait en son nom le château des Rocche di Sia, entra en pourparlers avec Vincentello d'Istria, remit le castello entre les mains des Génois et alla faire sa soumission.

Raffaello de Leca alla lui-même assiéger les Rocche di Sia, que Giudicello d'Istria occupait au nom des Génois. Il était à peine devant le château que Girolamo de Savignone, envoyé par l'Office, arrivait à Calvi avec des troupes d'élite et des approvisionnements considérables. Il passa du côté des Rocche di Sia et battit l'armée de Raffaello.
Giovan Paolo di Leca autre chef rebelle, « pour ne point exposer au même danger sa personne, sa femme et ses enfants, il envoya sa femme, qui était d'un caractère viril, avec ses enfants dans les Rocche di Sia, qui sont des montagnes difficiles non seulement à forcer, mais encore à gravir ».
- 1461 - Les défenses des Rocche, occupées depuis 1457 par une garnison génoise, ainsi que celles de Leca, sont démantelées, sur ordre de Giovanni Vitale, gouverneur de Corse, l'entretien d'une garnison en chacun des châteaux de la seigneurie ne pouvant plus être assuré.
- 1462 - Les deux forteresses sont reconstruites par Giocante de Leca.
- 1464 - Les ducs de Milan instaurent sur l'île une domination qui prendra fin en 1478. Le château des Rocche di Sia est tenu par une garnison milanaise entre 1464 et 1468.

Confiée ensuite à Giudicello et Giovan Paolo di Leca, la forteresse servira de refuge à ce dernier entre 1475 et 1476. Elle constituera aussi l'un des principaux points d'appui, lors de ses expéditions militaires.
- 1487 - En septembre, après la remise de ses forteresses à la banque de Saint-Georges, Giovan Paolo peut quitter librement l'île pour la Sardaigne avec sa femme et ses enfants, réfugiés depuis le mois de juin aux Rocche di Sia. Le castello est désormais tenu par des garnisons génoises.
- 1492 - la banque de Saint-Georges ordonne la destruction des forteresses de Foce d'Orto[Note 5], Ghjineparu[Note 6] et Rocche di Sia, derniers symboles du pouvoir seigneurial.

### Temps modernes
- 1503 - Le capitaine génois Antonio Spinola, ayant reconnu que, pendant la révolte de Rinuccio Della Rocca contre les Protecteurs de St-Georges, les populations des pièves de Niolo, de Sia, de Sevidentro, de Sorroinsù et de Cruzini étaient hostiles aux Génois, dépeupla tous ces pays[16].
- Vers 1520, la pieve de Sia qui était formée par la vallée du Porto, était inhabitée à cause de son dépeuplement décidé par l'Office de Saint Georges car ses habitants ne s'étaient pas soumis à la seigneurie des Leca, et des raids des corsaires. Ota, avec environ 250 habitants, était le seul lieu habité[17].
- 1584, afin d'échapper aux attaques des barbares, les habitants de la côte abandonnent leurs riches et opulents villages au sol fertile pour se retirer dans des montagnes arides et stériles. C'est la cause de la famine qui régna dans l'île ces années là.

« Voici, en commençant par le Delà des Monts, les noms des villages qui furent abandonnés : Campo dell'Oro, Casabuona, Cauro, Piaggia del Frasso, Piaggiuola, Taravo, le Canne, Baraggi, Tavaria, Conca, Bisoggeni, Pallaggio, Sorgeni, l'Olmeto, Ficari, Capo di Bonifazio, Freto, Piccovaglia, Sito di Portovecchio, Foni, l'Isola de' Corsi, San Cipriano, Ventiseri, le Fiume del Solagio, le Trave, Cavo dell'Oro, Favone, Favoncino, Agriata, une partie d'Ostricone, Sia, Marzolino, Luzzipeo et Galeria ».
Au début du XVIIIe siècle, l'abbé Francesco Maria Accinelli écrivait dans un rapport demandé par les Génois : « Giurisditione di Vico : [...] Pieve di Siasalogna distrutta : Otta 76. Piane 187. Paomia de Greci 626. »
- 1768 - La Corse passe sous administration militaire française.
- 1771 - Les anciennes pièves de Sia et de Salogna sont fusionnées pour former la piève de Sevinfuori. Sevinfuori comprenait Ota, Porto, Serriera, Piana et Partinello.
- 1789 - La Corse fait partie du royaume de France.
- 1790 - Peu après la Révolution française, est créé le département de Corse.
- 1793 - Le département du Liamone (l'actuelle Corse-du-Sud) est créé. La commune se trouvait dans le district de Vico, dans le canton de Sevinfuori.
- 1801 - Le district de Vico devient l'arrondissement de Vico, dans le département du Liamone.
- 1811 - Ota passe dans l'arrondissement d'Ajaccio, dans le département de Corse.
- 1828 - Ota passe dans le canton de Piana.
- 1864 - Ota cède des terrains à Évisa, Osani, Partienello et Serriera[19].

### Époque contemporaine
- 1954 - Le canton de Piana est constitué avec les communes de Cargèse, Ota et Piana.
- 1973 - Ota se trouve dans le nouveau canton des Deux-Sevi (chef-lieu Piana).
- 1975 - La Corse est à nouveau divisée en deux départements. Ota se trouve dans celui de Corse-du-Sud.

## Politique et administration
| Période                                  | Période  | Identité                | Étiquette | Qualité    |
| ---------------------------------------- | -------- | ----------------------- | --------- | ---------- |
| avant 2002                               | 2008     | Dominique Rostini       | DVD       |            |
| 2008                                     | En cours | Pierre Paul De Pianelli | UMP-LR    | Commerçant |
| Les données manquantes sont à compléter. |          |                         |           |            |

### Budget et fiscalité 2017
En 2017, le budget de la commune était constitué ainsi :
- total des produits de fonctionnement : 1 378 000 €, soit 2 364 € par habitant ;
- total des charges de fonctionnement : 1 317 000 €, soit 2 260 € par habitant ;
- total des ressources d'investissement : 813 000 €, soit 1 395 € par habitant ;
- total des emplois d'investissement : 929 000 €, soit 1 594 € par habitant ;
- endettement : 774 000 €, soit 1 328 € par habitant.

Avec les taux de fiscalité suivants :
- taxe d'habitation : 25,15 % ;
- taxe foncière sur les propriétés bâties : 16,68 % ;
- taxe foncière sur les propriétés non bâties : 60,11 % ;
- taxe additionnelle à la taxe foncière sur les propriétés non bâties : 34,97 % ;
- cotisation foncière des entreprises : 21,00 %.

Chiffres clés Revenus et pauvreté des ménages en 2016 : médiane en 2016 du revenu disponible, par unité de consommation : 19 739 €.

## Population et société

### Démographie
L'évolution du nombre d'habitants est connue à travers les recensements de la population effectués dans la commune depuis 1800. Pour les communes de moins de 10 000 habitants, une enquête de recensement portant sur toute la population est réalisée tous les cinq ans, les populations de référence des années intermédiaires étant quant à elles estimées par interpolation ou extrapolation. Pour la commune, le premier recensement exhaustif entrant dans le cadre du nouveau dispositif a été réalisé en 2006.

En 2022, la commune comptait 471 habitants, en évolution de −10,96 % par rapport à 2016 (Corse-du-Sud : +7,61 %, France hors Mayotte : +2,11 %).
| 1800 | 1806 | 1821 | 1831 | 1836 | 1841 | 1846 | 1851 | 1856 |
| ---- | ---- | ---- | ---- | ---- | ---- | ---- | ---- | ---- |
| 512  | 453  | 618  | 650  | 756  | 969  | 786  | 792  | 860  |

| 1861 | 1866 | 1872 | 1876  | 1881  | 1886  | 1891  | 1896  | 1901 |
| ---- | ---- | ---- | ----- | ----- | ----- | ----- | ----- | ---- |
| 853  | 891  | 961  | 1 027 | 1 058 | 1 150 | 1 295 | 1 057 | 970  |

| 1906  | 1911 | 1921 | 1926 | 1931 | 1936 | 1946 | 1954 | 1962 |
| ----- | ---- | ---- | ---- | ---- | ---- | ---- | ---- | ---- |
| 1 040 | 974  | 705  | 605  | 615  | 629  | 574  | 645  | 524  |

| 1968 | 1975 | 1982 | 1990 | 1999 | 2006 | 2011 | 2016 | 2021 |
| ---- | ---- | ---- | ---- | ---- | ---- | ---- | ---- | ---- |
| 444  | 367  | 408  | 460  | 452  | 544  | 580  | 529  | 491  |

| 2022 | - | - | - | - | - | - | - | - |
| ---- | - | - | - | - | - | - | - | - |
| 471  | - | - | - | - | - | - | - | - |

### Enseignement
Établissements d'enseignements :
- Écoles maternelles et primaires à Ota et Porto,
- Collège à Vico.

### Santé
Professionnels et établissements de santé :
- Médecin le Jeudi[27].
- Pharmacie[28],
- Hôpitaux à Sarrola-carcopino, Corte.

### Cultes
Les seuls lieux de culte existants sont ceux de l'Église catholique. L'église paroissiale Saint-Jean-Baptiste relève du diocèse d'Ajaccio.

## Culture locale et patrimoine

### Lieux et monuments
- Monument aux morts[29],[30],[31],

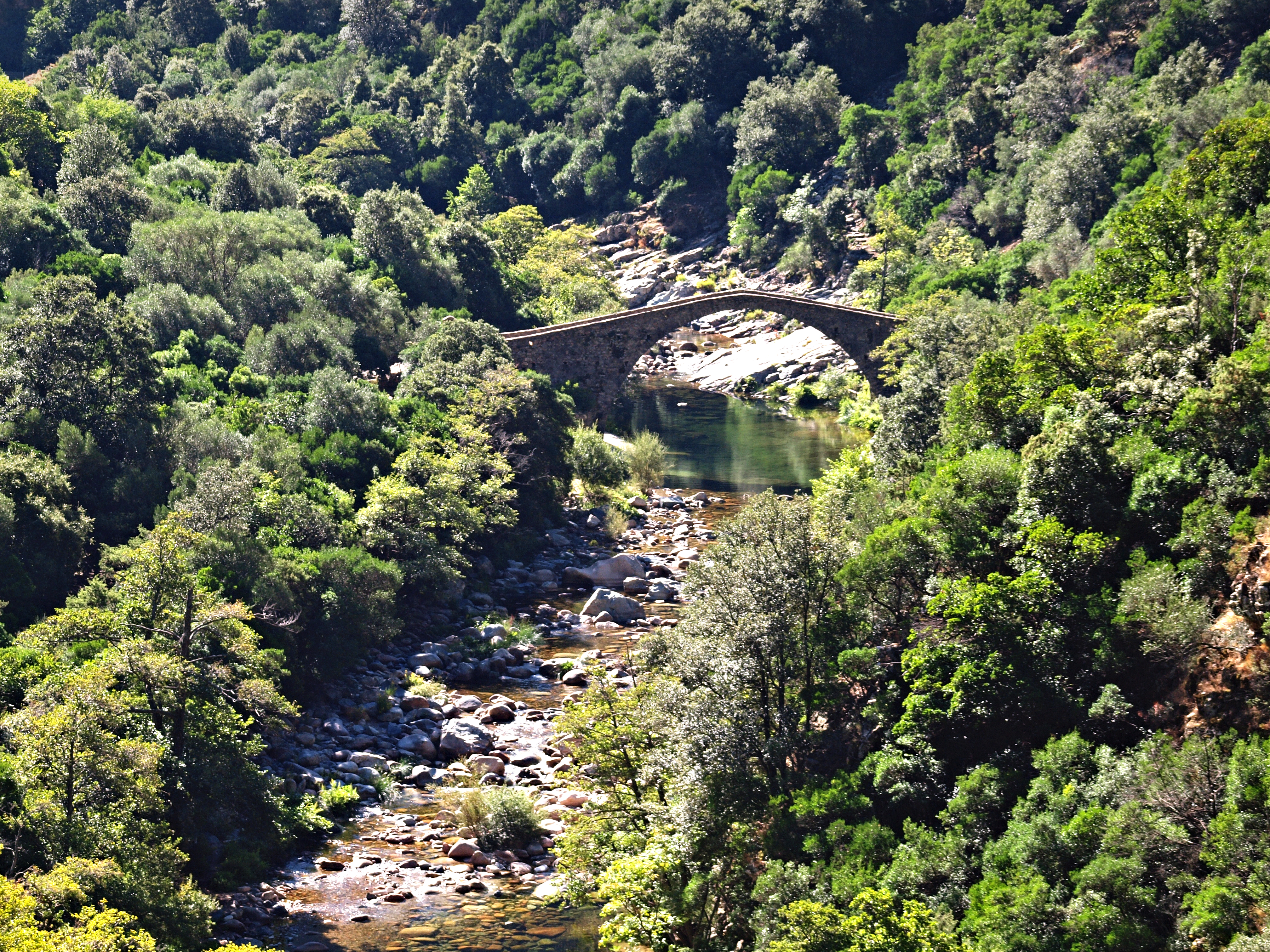
Pont de Pianella

- Pont de Pinello, ruiné, situé au sud du village d'Ota. Il permettait de franchir la rivière Porto.

#### Pont génois de Pianella
Le pont génois de Pianella, situé sur la rivière de Porto, en aval de la confluence des ruisseaux de Lonca et de Spelonca (Spilonca).
Construit au XVe siècle, il présente une arche en plein cintre de 15,30 mètres.
L'ouvrage est classé Monument historique.

#### Tour génoise de Porto

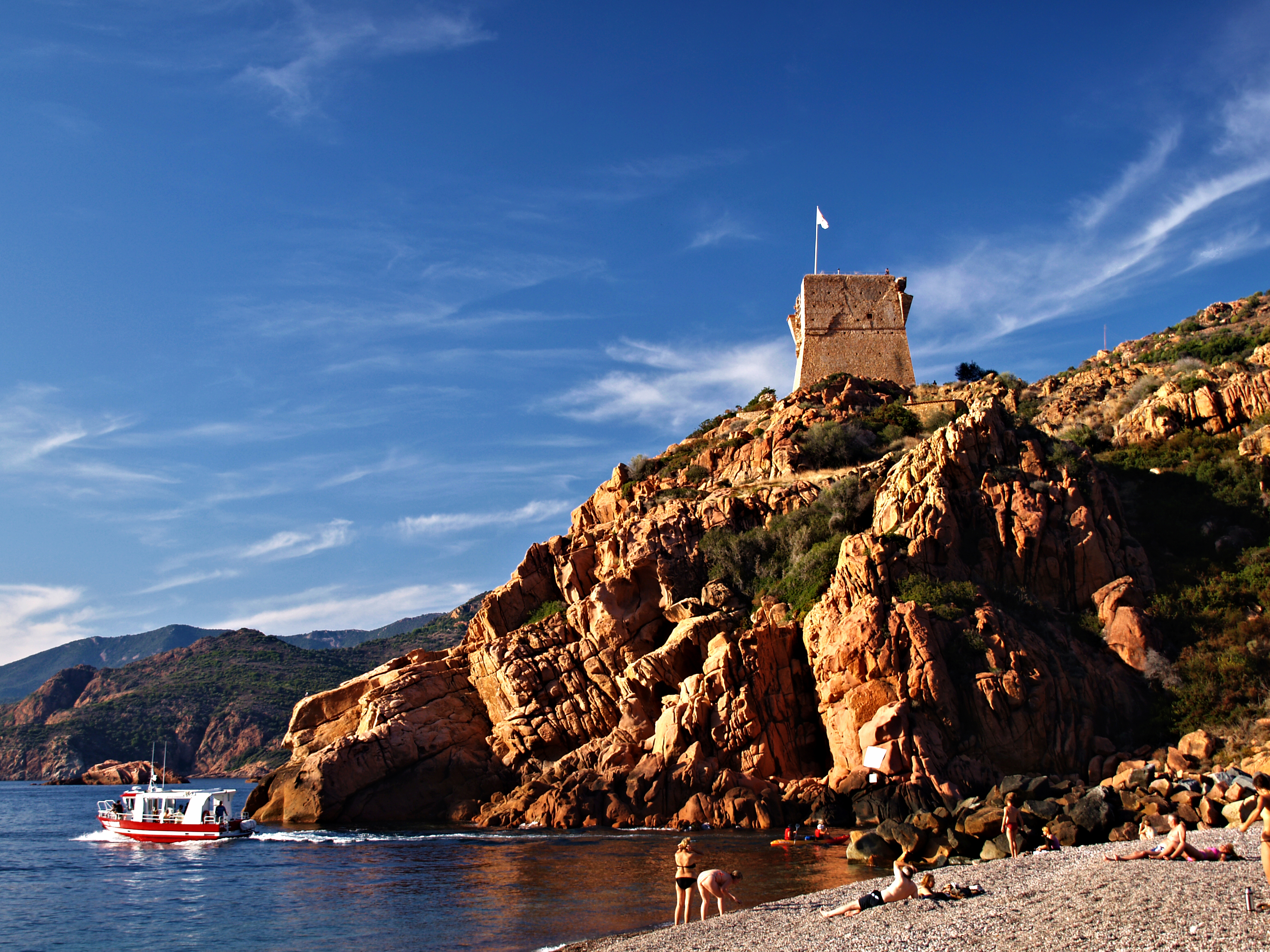
Tour de Porto

La tour a été édifiée au XVIe siècle par les Génois, sur le rocher de Porto. Cette tour carrée servait de poste de guet et de défense contre les barbaresques qui razziaient les côtes de l'île. Elle présente une porte, des archières et un mur parapet limitant la plateforme supérieure de vigie. L'ouvrage qui se visite, est inscrit Monument historique.

#### Briqueterie-tuilerie de Campo
La briqueterie-tuilerie située au lieu-dit U Campu en bordure de la route D 84, au-dessus de la confluence du ruisseau de l'Onda avec la rivière Porto, date du datant du milieu du XIXe siècle. Il n'en subsiste de les vestiges d'un hangar industriel destiné au pré-séchage des produits fabriqués, et un four. Elle avait été implantée proche d'une carrière d'argile détritique, exploitée à ciel ouvert. Particulièrement active entre 1880 et 1918, elle sera fermée peu après.
Le site est repris à l'Inventaire général du patrimoine culturel.

#### Château fort dit castellu di Rocche di Sia
Le castello commandait la piève de Sia. Il avait été édifié en 1413 par Rinuccio de Leca, seigneur de Vico (1378-1445), alors en révolte contre les Génois. Ses défenses sont renforcées en 1426.

« Il (Rinuccio de Leca) alla avec un certain nombre de partisans se fortifier à Monte Sanninco ; le comte l'y poursuivit et l'en chassa. Rinuccio se retira aux Rocche de Sia, et s'y retrancha plus fortement qu'il ne l'avait fait à Monte Sanninco »

— Giovanni della Grossa in Chronique - traduction de Lucien Auguste Letteron in Histoire de la Corse Tome I, p. 248
.
Le fortin changea plusieurs fois de titulaire, selon la fortune des guerres féodales du XVe siècle. En 1457, la banque de Saint-Georges y établit une garnison avant d'en ordonner sa destruction en 1461. Restaurée peu après sous le gouvernement des ducs de Milan, réoccupée dans le quatrième quart du XVe siècle par les seigneurs De Leca, elle sera à nouveau remise à la banque de Saint Georges, après la reddition négociée de Giovan Paolo di Leca en 1487. La forteresse sera finalement détruite en 1492, sur instructions des Protecteurs de l'Office. Elle est reprise à l'Inventaire général du patrimoine culturel.

#### Haut fourneau, minoterie et scierie hydraulique
Ces installations industrielles datent des années 1865, 1883. En 1890, l'établissement occupait soixante ouvriers. En 1910, il cesse toute activité. 
L'ancien site industriel comporte les vestiges d'un haut fourneau au bois, de deux fours à griller le minerai de fer, et d'un bâtiment. Il est repris à l'Inventaire général du patrimoine culturel.

#### Église paroissiale Saint-Jean-Baptiste

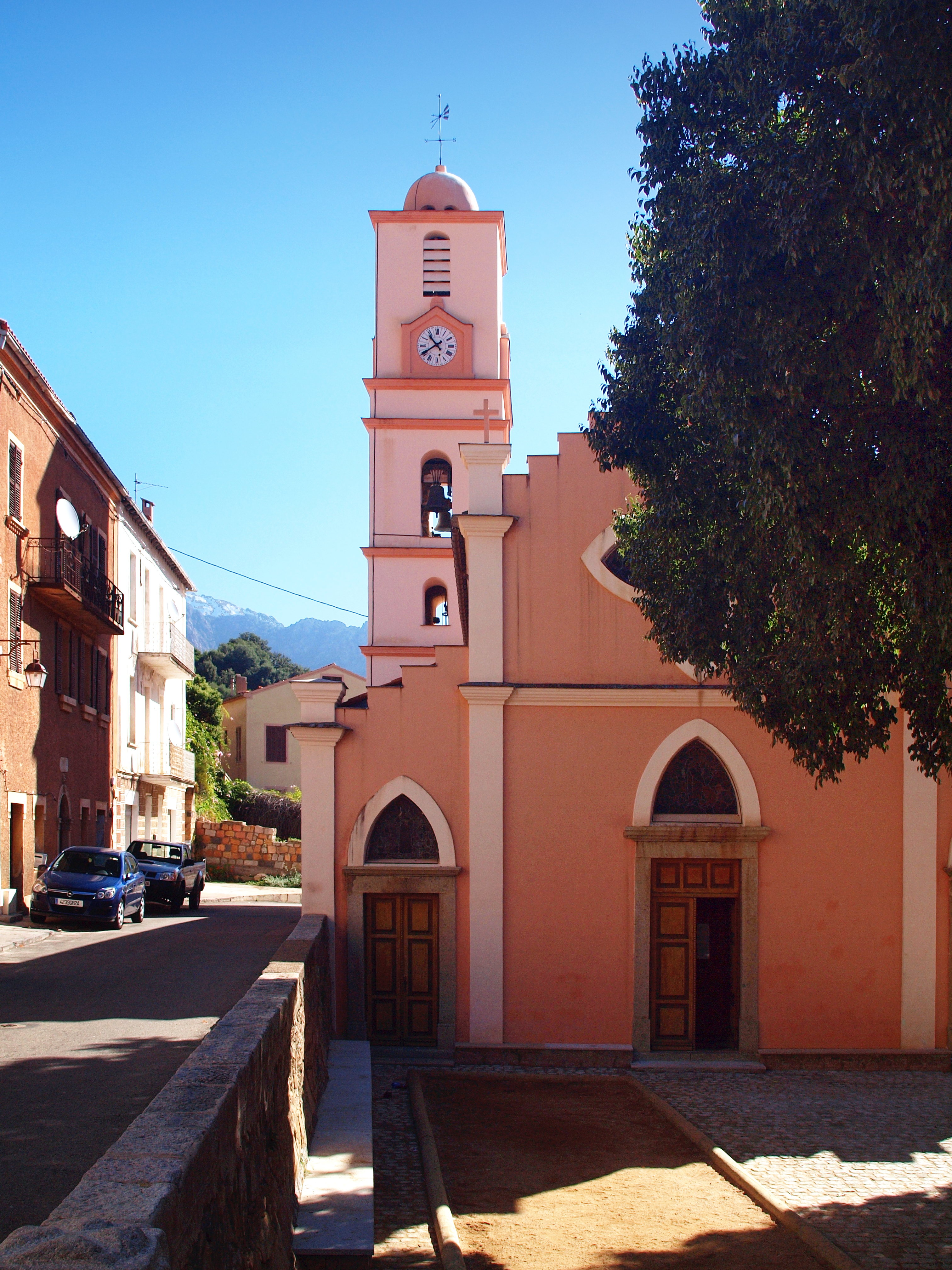
Église Saint-Jean-Baptiste.

L'église paroissiale Saint-Jean-Baptiste, dite église piévane Saint-Jean-Baptiste de Sia, située lieu-dit Chiesa Vecchia auprès du Cimetière à Ota. Elle a été probablement construite au cours du XIIe siècle et constituait au Moyen Âge, l'église principale de la pieve de Sia. Saccagée à la fin du XVe siècle par les troupes génoises de l'Office de Saint Georges, elle sera sommairement réparée au début du XVIe.
L'église est reconstruite entre 1698 et 1702. En 1750, elle est jugée "vétuste et trop petite pour accueillir l'ensemble des fidèles" ; l'érection d'un nouvel édifice sur un autre site débute en 1761.
Elle est rénovée en 2005.
L'église est reprise à l'Inventaire général du patrimoine culturel - dossier versé le 27 juillet 2007.

#### Église Sainte-Lucie
Cette petite église votive, se trouve au lieu-dit éponyme, à proximité d'une source et d'un site romain. Sa datation est indéterminée ; toutefois elle apparaît sur la section du Plan Terrier levé en 1775.
Elle est un lieu de pèlerinage traditionnel pour les habitants de la haute vallée du Porto qui s'y rendent processionnellement, le 13 décembre, à partir du village d'Ota. Elle a été remise en état au cours de la seconde moitié du XIXe siècle et du quatrième quart du XXe siècle.
Propriété privée, l'église est reprise à l'Inventaire général du patrimoine culturel - dossier versé le 27 juillet 2007.

#### Le rocher d’Ota

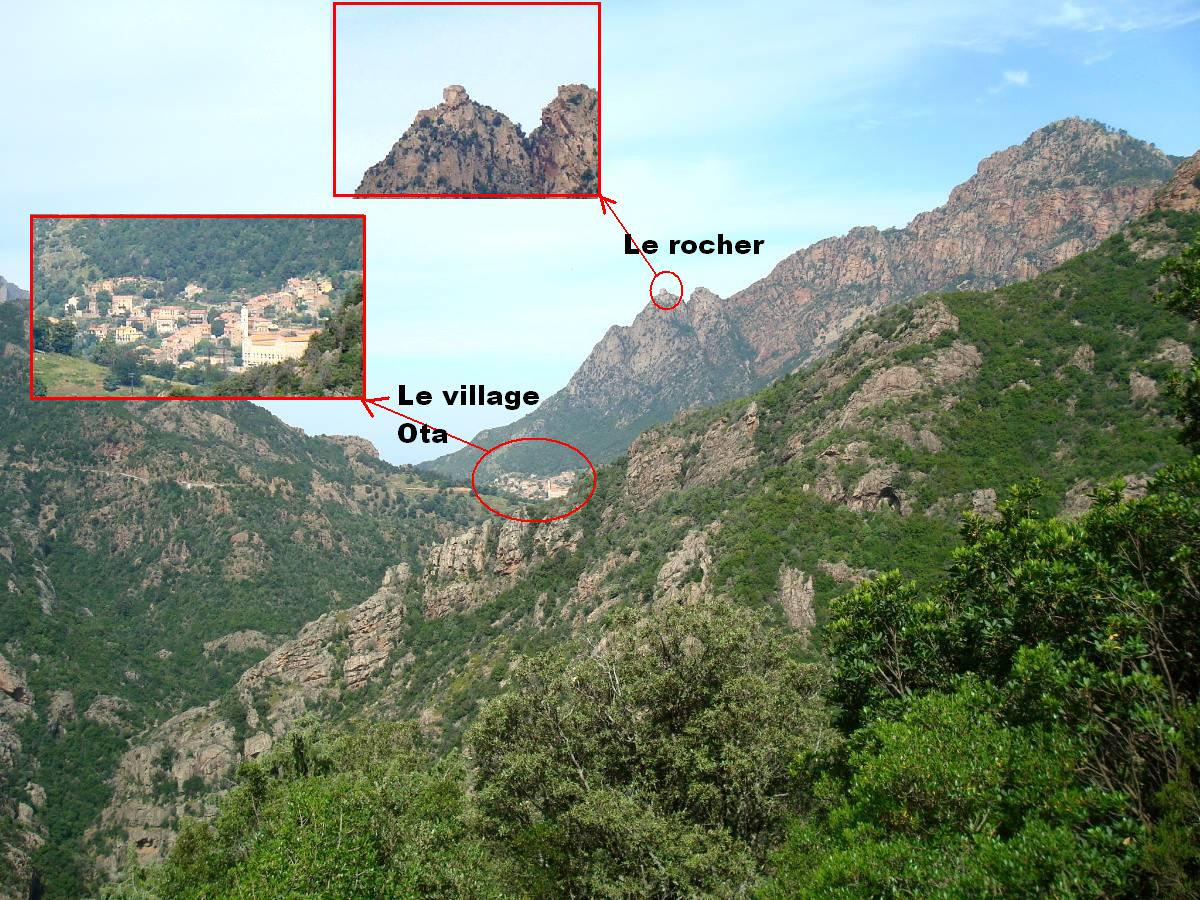
Le rocher du monte Capu d’Ota

Perché au sommet du mont Capu d’Ota (786 m), un rocher perché au sommet semble menacer le paisible village qui s’étend à son pied. La légende, racontée par les villageois, veut que ce rocher soit maintenu par de grosses chaînes installées par des moines qui se relayent pour surveiller.

#### Aquarium de la Poudrière
L’aquarium se situait à la marine de Porto. Il a été fermé définitivement[Quand ?].

### Patrimoine naturel

#### Parc naturel régional
Ota est une commune adhérente au Parc naturel régional de Corse, dans son « territoire de vie » appelé Dui Sevi.

#### ZNIEFF
La commune est concernée par quatre zones naturelles d'intérêt écologique, faunistique et floristique de 2e génération :
Chênaie verte et calanques de Piana

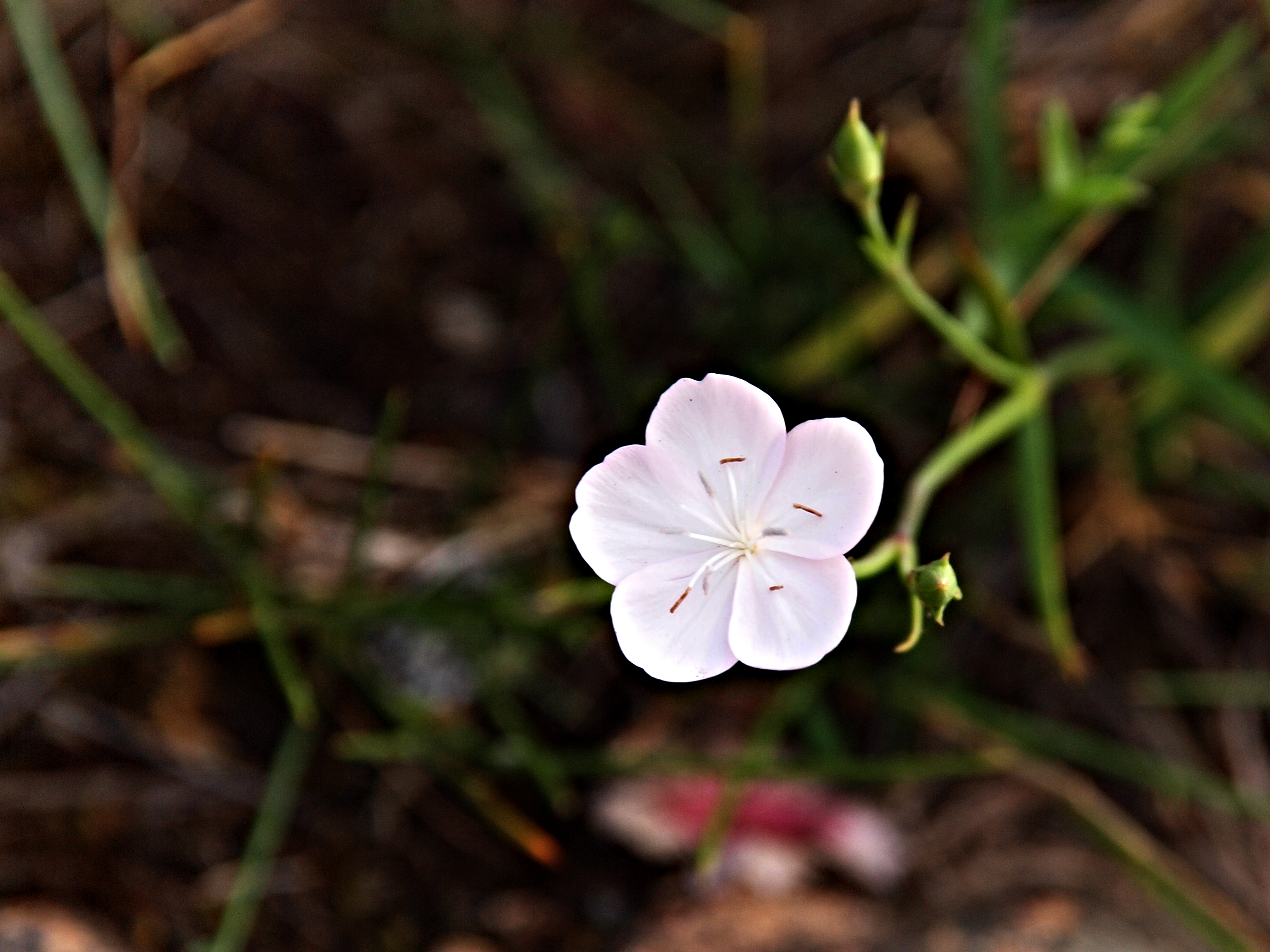
Œillet de Madame de Gysperger

D'une superficie de 731 ha, la zone couvre partie des territoires d'Ota et de Piana. Elle s'étend depuis le versant nord du massif du Capo d'Ortu jusqu'à La côte, marquée par l'anse de Dardo à l'ouest et la petite pointe de Capicciolu à l'est. « L'ouest de la zone est constitué par les fameuses Calanche de Piana formées de rochers de granite rose sculptés par l'érosion. À l'est de ces reliefs, une forêt dense de taillis ou de jeunes futaies de chênes verts s'étend de 850 mètres d'altitude jusqu'à la mer. Cette zone comprend la majorité de la population mondiale du rarissime Œillet de Madame de Gysperger (Dianthus furcatus subsp. Dianthus gyspergerae), plante endémique à la région de Piana et protégée, qui pousse ici dans les fissures des rochers granitiques des Calanches principalement - INPN ».
Forêt de Lonca-Lindinosa
La zone couvre une superficie de 2 111 ha des communes d'Évisa, Ota et Serriera. L'intérêt de cette forêt de conifères porte sur l'espèce déterminante Ovis gmelini musimon (Pallas, 1811) ou mouflon de Corse, mais aussi sur des espèces d'insectes, d'arachnides, d'insectes, de reptiles, de mammifères et d'oiseaux.
Gorges de la Spelunca
La zone couvre une superficie de 263 ha des communes d'Évisa, Ota et Marignana. Elle s'étend en amont du village d'Ota, à partir du pont qui franchit la confluence de la Lonca et du Porto. Elle recèle deux espèces déterminantes d'oiseaux : l'Épervier d'Europe (Accipiter nisus (Linnaeus, 1758)), et le Martinet à ventre blanc, Martinet alpin (Tachymarptis melba (Linnaeus, 1758)).
Station de Seseli Praecox de Porto-Marine de Bussaghia
La zone s'étend sur 33 ha des communes d'Ota et de Serriera. Elle est déterminée par une espèce végétale endémique stricte : le Séséli précoce Seseli praecox (Gamisans) Gamisans, 1985.

#### Natura 2000
Sites d'Intérêt Communautaire (Dir. Habitat)
Porto/Scandola/Revellata/Calvi/calanques de Piana (zone terrestre et marine)
Le SIC de la directive « Habitats, faune, flore », Porto/Scandola/Revellata/Calvi/calanques de Piana est un ensemble de côtes rocheuses et de fonds marins remarquables dont l'intégrité est unique en Europe. Elle s'étend sur une superficie de 50 227 ha, et est particulièrement fragile du fait d'une pression humaine estivale non négligeable.
Le site est inscrit à l'Inventaire national du patrimoine naturel sous la fiche FR9400574 - Porto/Scandola/Revellata/Calvi/Calanches de Piana.
Zone de Protection Spéciale (Dir. Oiseaux)
Golfe de Porto et presqu'île de Scandola
La ZPS couvre une superficie de 25 576 ha de cinq communes de Corse-du-Sud : Osani, Ota, Partinello, Piana et Serriera, et de deux communes de Haute-Corse : Calenzana et Galéria.
Le golfe de Porto au sens large, abrite des espèces de Balbuzard pêcheur (entre 50 et 70 % des effectifs français reproducteurs), le Cormoran huppé de Méditerranée (plus de 15 % de la population française et plus de 1 % de la population mondiale), la Fauvette sarde (espèce endémique) ainsi que le Faucon pèlerin, et une espèce non mentionnée à l'annexe 1 de la directive oiseaux, le Pigeon biset, rare en France mais bien représentée.
La zone est inscrite à l'Inventaire national du patrimoine naturel sous la fiche FR9410023 - Golfe de Porto et presqu'île de Scandola.

### Personnalités liées à la commune
- Pasquino Corso (Ota, ? - Rome, 15 juillet 1532) - Condottiere et Colonel de la Garde corse.
- Dominique Leca, haut fonctionnaire et financier français.
- Pierre Ucciani (Ajaccio 1851-Neuilly-sur-Seine 1939), peintre corse, vient peindre à Porto vers 1880.
- Alexis Santini (1914-1997), résistant, colonel de l’Armée de l’Air française.

## Fêtes et loisirs

### Randonnées

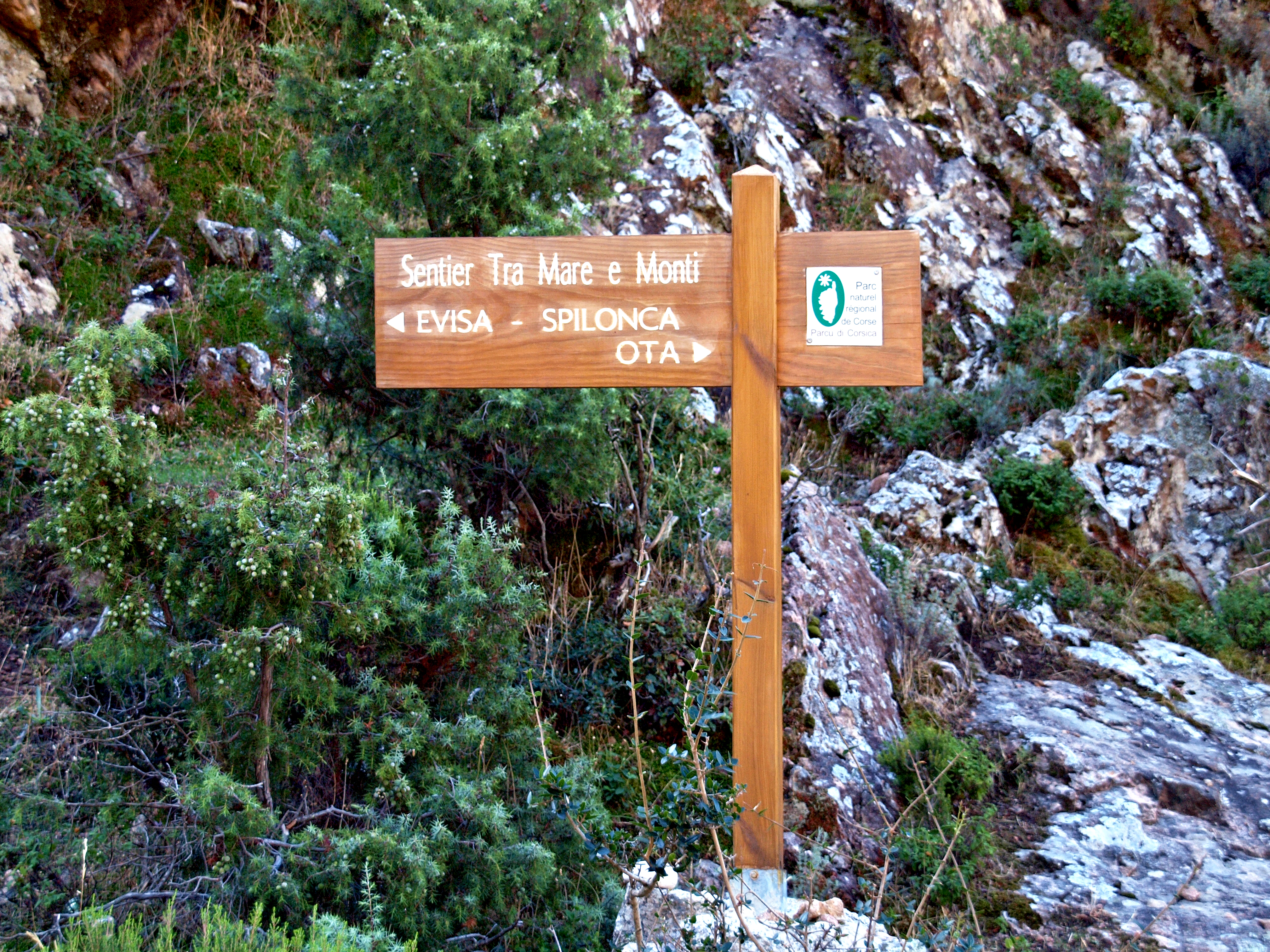
Sentier Tra mare e monti.

Ota est le point de départ (ou d’arrivée) du sentier muletier qui traverse les gorges de la Spelunca pour monter jusqu’à Evisa (850 m) après une belle et facile balade de trois heures environ (nombreux lutrins expliquant le faune et la flore, les ponts génois dont le « pont de Zeglia »).
Tra mare e monti
La commune est traversée par le sentier de grande randonnée Tra mare e monti nord.